# Berliner Fußball-Bund
Der Berliner Fußball-Bund (BFB) war ein lokaler Fußballverband in der damaligen Reichshauptstadt Berlin. Der BFB wurde vermutlich Anfang 1911 gegründet, erstmals wurde der Bund am Anfang Februar 1911 in der zeitgenössischen Sportpresse genannt. 
Die Meisterschaft begann am 12. Februar 1911, woran sich die folgenden acht Vereine beteiligten: Adlershofer BC, BSC Sperber, FC Saxonia 1908 Friedrichshagen, Wacker Weissensee, FC Helgoland Rixdorf, Königstaler BSC 1910, Eintracht Lichtenberg und FC Britannia Tempelhof. Ob die Punktrunde auch tatsächlich beendet wurde und wer in diesem Falle die Meisterschaft gewann, wurde in der zeitgenössischen Sportpresse nicht mehr gemeldet. Vermutlich aber löste sich der Berliner Fußball-Bund im Frühjahr oder Sommer 1911 bereits wieder auf.